# Voshon Lenard
Voshon Kelan Lenard (Detroit, Míchigan, 14 de mayo de 1973) es un exjugador de baloncesto estadounidense de la NBA.

## Carrera

### Universidad
Lenard jugó al baloncesto en la Universidad de Minnesota, donde era una estrella. Tras su temporada júnior, se declaró elegible para el Draft de la NBA de 1994. Milwaukee Bucks le seleccionó en segunda ronda. Lenard optó por regresar a Minnesota a terminar su año sénior. Finalizó su carrera en Minnesota Golden Gophers como el segundo máximo anotador de la historia de la universidad con 2.103 puntos.

### Profesional
Tras graduarse, Lenard tuvo que ir a jugar a la CBA. Promedió 30,1 puntos por partido en 18 encuentros con Oklahoma City Cavalry durante la temporada 1995-96. Abandonó el equipo a mitad de campaña para firmar un contrato con Miami Heat. Jugaría en los Heat durante cinco años.
También jugó en Denver Nuggets y Toronto Raptors. Su promedio anotador en la NBA es de 11,9 puntos por partido. 
En 2004 ganó el concurso de triples en Los Ángeles y en 2006 fue traspasado a Portland Trail Blazers.